# Ulrich Wohlgenannt
Ulrich Wohlgenannt (1º agosto 1994) è un saltatore con gli sci austriaco.

## Biografia
Wohlgenannt, originario di Dornbirn e attivo dal luglio del 2008, ai Mondiali juniores di Erzurum 2012 ha vinto la medaglia di bronzo nella gara a squadre e a quelli di Val di Fiemme 2014 la medaglia d'argento, sempre nella gara a squadre. In Coppa del Mondo ha esordito il 24 gennaio 2015 a Sapporo (33º) e ha ottenuto la prima vittoria, nonché primo podio, il 26 febbraio 2022 nelle gare a squadre disputata a Lahti; ai Mondiali di volo di Vikersund 2022 si è classificato 4º nella gara a squadre. Non ha preso parte a rassegne olimpiche o iridate.

## Palmarès

### Coppa del Mondo
- Miglior piazzamento in classifica generale: 36º nel 2022
- 1 podio (a squadre):
  - 1 vittoria

#### Coppa del Mondo - vittorie
| Data             | Località | Nazione   | Trampolino                                                       |
| ---------------- | -------- | --------- | ---------------------------------------------------------------- |
| 26 febbraio 2022 | Lahti    | Finlandia | Salpausselkä HS130 (con Jan Hörl, Clemens Aigner e Stefan Kraft) |